# Tour (turismo)
Il tour è un servizio d'accesso, e, come la visita e l'escursione, si compone di una serie di servizi di base, che fanno di esso un prodotto turistico complesso.
La parola “tour” deriva dal francese, che tradotto vuol dire “giro”; esso infatti consiste in un viaggio itinerante, in cui lo spostamento da un punto ad un altro di un paese o di una regione diventa lo scopo stesso del viaggio, in quanto coloro che lo richiedono sono generalmente turisti provenienti da paesi lontani, che hanno interesse nel visitare la zona il più possibile in un'unica vacanza. La durata stessa del prodotto, che è di più giorni, fa sì che nella sua composizione ci siano servizi tipicamente turistici ovvero di ricettività e trasporto, quindi la sua produzione è analoga a quella di tutti i prodotti turistici.
Le figure professionali necessarie per la realizzazione di un tour sono:
- l'organizzatore: che deve essere una figura professionalmente qualificata, avente competenze in ambito geografico, tecnico e linguistico, nel caso che il tour sia un prodotto su domanda;
- la guida o accompagnatore: che è il riferimento dell'organizzatore sia per i turisti, sia per i fornitori dei servizi, e si occupa di accompagnare il gruppo nelle varie tappe del tour;
- l'autista del mezzo: che è a conoscenza dell'itinerario e delle vie di comunicazione per seguirlo. L'autista viene anche considerato nella prenotazione dei servizi di ricettività.

Il costo di un prodotto turistico quale il tour è dato dalla somma dei servizi che vanno offerti (affitto del mezzo di trasporto, biglietti d'entrata, alberghi, ristoranti, etc.), sommati ai costi del personale impiegato. Ai costi si aggiungono gli oneri figurativi, le spese operativove, il margine di ricarico che l'agenzia vuole applicare per ottenere l'utile previsto, ottenendo così il prezzo di vendita.
Il tour può essere anche annoverato nei viaggi di gruppo e nei pacchetti preconfezionati.